# Gisenyi
Gisenyi of Rubavu is een stad in het noordwesten van Rwanda, in het gelijknamige district Rubavu in de westelijke provincie Ouest. De stad ligt aan het Kivumeer en grenst aan de stad Goma in Congo-Kinshasa. Gisenyi had in 2012 ongeveer 135.000 inwoners.

## Geschiedenis
Tijdens de laatste weken van de Rwandese Genocide van 1994 was de interim-regering van Rwanda in Gisenyi gevestigd. Veel Rwandezen vluchtten toen via Gisenyi naar Congo en vestigden zich in vluchtelingenkampen rondom Goma. Voor de bestuurlijke reorganisatie van 2006 lag de stad in de gelijknamige provincie Gisenyi, maar nu behoort het tot de westelijke provincie.
De laatste decennia groeit de bevolking van de stad snel: in 1991 telde de stad 22.000 inwoners, tegenover 136.000 in 2012.

## Stadsbeeld

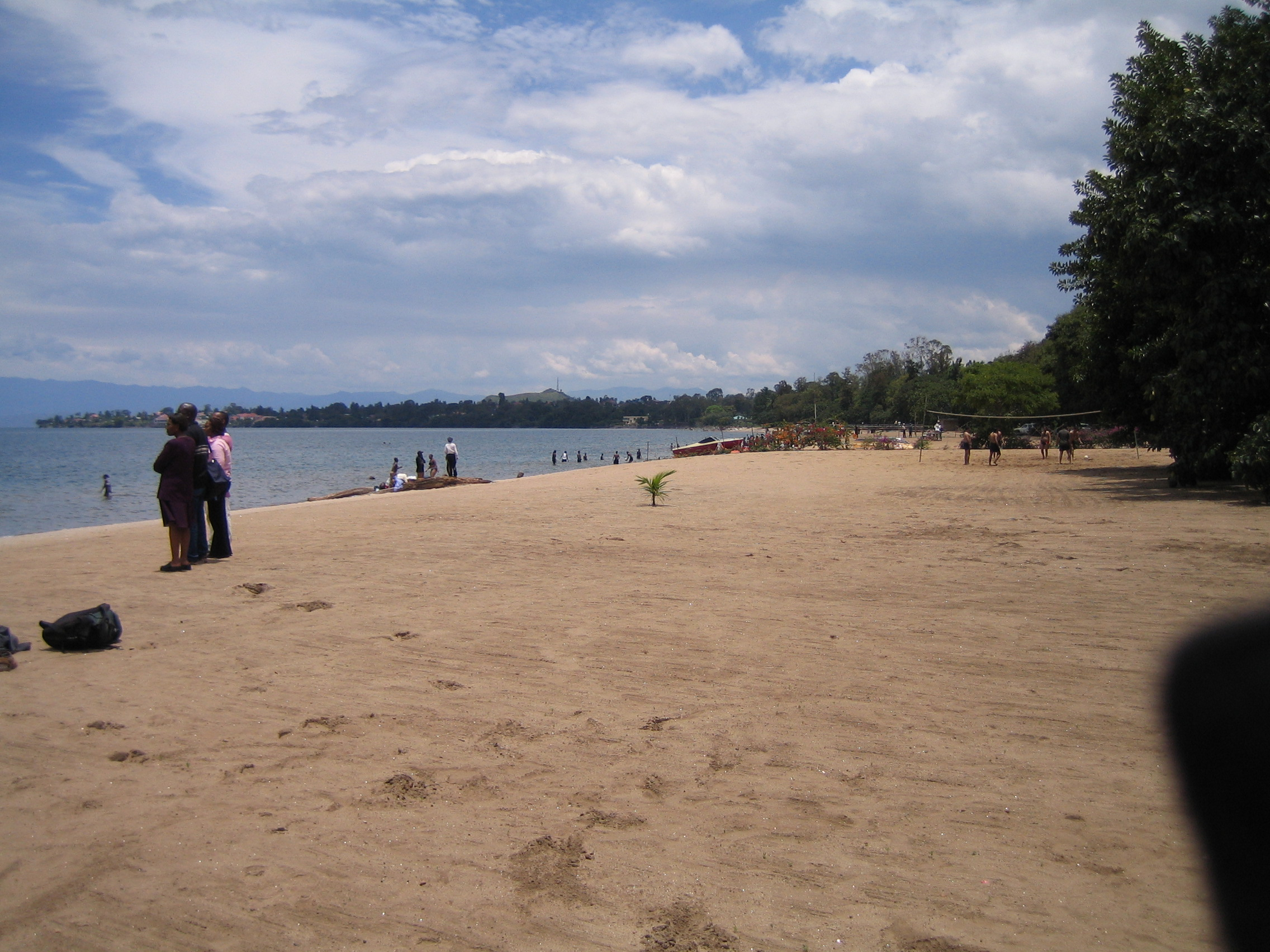
Het strand van Gisenyi

Omdat de stad aan het Kivumeer ligt, is het een populaire badplaats in Rwanda. Langs het water liggen meerdere grote hotels en een aantal stranden. 
De noordelijke oever van het meer, waar zowel Gisenyi als Goma aan liggen, is een vlakte, gevormd door eerdere uitbarstingen van de vulkaan Nyiragongo. In tegenstelling tot Goma is Gisenyi de laatste decennia echter geen slachtoffer geworden van lavastromen na uitbarstingen van de vulkaan.
In Gisenyi is ook de bierbrouwerij Bralirwa gevestigd, dat meerdere bieren brouwt, zoals Primus, Mützig en Amstel. De brouwerij werd gebouwd in 1957 en wordt tegenwoordig deels bestuurd door Heineken.
De stad heeft ook een campus van de Kigali Independent University (ULK), voornamelijk gefocust op Economics and Business Studies.

## Geboren
- Pasteur Bizimungu (1950), president van Rwanda (1994-2000)
- Djihad Bizimana (1996), voetballer